# NGC 1889
NGC 1889 في الفهرس العام الجديد، هي مجرة، تقع في كوكبة الأرنب. اكتشفت في 29 أكتوبر 1851 بواسطة ويليام بارسونز.

## روابط خارجية
- NGC 1889 على موقع ويكي سكاي: DSS2, SDSS, GALEX, IRAS, Hydrogen α, X-Ray, Astrophoto, Sky Map, Articles and images